# Mauban
|
Đô thị Mauban (Filipino: Bayan ng Mauban) là một đô thị hạng 1 ở tỉnh Quezon, Philippines.

### Các đơn vị hành chính
Mauban, về mặt hành chính, được chia thành 40 khu phố (barangay).
| - Abo-abo - Alitap - Baao - Balaybalay - Bato - Cagbalete I - Cagbalete II - Cagsiay I - Cagsiay II - Cagsiay III - Concepcion - Liwayway - Lucutan - Luya-luya | - Macasin - Lual (Pob.) - Mabato (Pob.) - Daungan (Pob.) - Bagong Bayan (Pob.) - Sadsaran (Pob.) - Rizaliana (Pob.) - Polo - Remedios I - Remedios II - Rosario - San Gabriel - San Isidro | - San Jose - San Lorenzo - San Miguel - San Rafael - San Roque - San Vicente - Santa Lucia - Santo Angel - Santo Niño - Santol - Soledad - Tapucan - Lual Rural |